# اجلاس لندن دربارهٔ اوکراین ۲۰۲۵
اجلاس لندن دربارهٔ اوکراین ۲۰۲۵، که به‌طور رسمی با عنوان اجلاس لندن برای تأمین آینده ما برگزار شد، نشستی با حضور رهبران بین‌المللی بود که در تاریخ ۲ مارس ۲۰۲۵ در لندن برگزار گردید. این اجلاس به ابتکار کی‌یر استارمر، نخست‌وزیر بریتانیا، تشکیل شد تا طرح صلحی برای پایان دادن به تهاجم روسیه به اوکراین تدوین و به ایالات متحده ارائه شود.
این اجلاس پس از دیدار ولودیمیر زلنسکی، رئیس‌جمهور اوکراین، با دونالد ترامپ، رئیس‌جمهور ایالات متحده و جی‌دی ونس، معاون رئیس‌جمهور ایالات متحده، در کاخ سفید در واشینگتن در تاریخ ۲۸ فوریه ۲۰۲۵ برگزار شد.

## شرکت‌کنندگان
طبق گزارش روزنامه فرانسوی لو موند، شرکت‌کنندگان در این اجلاس علاوه بر ولودیمیر زلنسکی، رئیس‌جمهور اوکراین، شامل تعدادی از رهبران اروپایی و بین‌المللی نیز بودند.
| کشور      | نماینده               | سمت                   |
| --------- | --------------------- | --------------------- |
| کانادا    | جاستین ترودو          | نخست‌وزیر کانادا       |
| جمهوری چک | پتر فیالا             | نخست‌وزیر جمهوری چک    |
| دانمارک   | مته فردریکسن          | نخست‌وزیر دانمارک      |
| فنلاند    | الکساندر اشتوب        | رئیس‌جمهور فنلاند      |
| فرانسه    | امانوئل مکرون         | رئیس‌جمهور فرانسه      |
| آلمان     | اولاف شولتس           | صدراعظم آلمان         |
| ایتالیا   | جورجا ملونی           | نخست‌وزیر ایتالیا      |
| هلند      | دیک اسخوف             | نخست‌وزیر هلند         |
| نروژ      | یوناس گار استوره      | نخست‌وزیر نروژ         |
| لهستان    | دونالد توسک           | نخست‌وزیر لهستان       |
| رومانی    | ایلی بولوجان          | رئیس‌جمهور رومانی      |
| اسپانیا   | پدرو سانچز            | نخست‌وزیر اسپانیا      |
| سوئد      | اولف کریسترسون        | نخست‌وزیر سوئد         |
| ترکیه     | هاکان فیدان           | وزیر امور خارجه ترکیه |
| اوکراین   | ولودیمیر زلنسکی       | رئیس‌جمهور اوکراین     |
| بریتانیا  | کی‌یر استارمر (میزبان) | نخست‌وزیر بریتانیا     |

افراد زیر نیز در این جلسه حضور داشتند:
| سازمان        | نماینده                           | سمت                                 |
| ------------- | --------------------------------- | ----------------------------------- |
| اتحادیه اروپا | آنتونیو کوستا اورسولا فون در لاین | رئیس شورای اروپا رئیس کمیسیون اروپا |
| ناتو          | مارک روته                         | دبیرکل ناتو                         |

علاوه بر این، استارمر پیش از آغاز جلسه به‌صورت تلفنی با رییس‌جمهور استونی و لیتوانی  و نخست‌وزیر  لتونی گفتگو کرد.

## نتایج

### طرحِ چهاربندی
در کنفرانس خبری که پس از اجلاس لندن برگزار شد، استارمر چهار نتیجه کلیدی را به شرح زیر اعلام کرد:
1. تعهد به حفظ جریان کمک‌های نظامی به اوکراین و در عین حال افزایش فشار اقتصادی بر روسیه از طریق تحریم‌ها و سایر اقدامات
2. تأکید بر این که هر توافق صلح پایدار باید حاکمیت و امنیت اوکراین را تضمین کند و حضور اوکراین در تمامی مذاکرات صلح الزامی است
3. وعده به تقویت توانمندی‌های دفاعی نیروهای مسلح اوکراین پس از هر توافق صلح به منظور بازدارندگی در برابر تهاجم‌های احتمالی آینده
4. توسعه ائتلاف کشورهای داوطلب متشکل از چندین کشور که آماده دفاع از مفاد هر توافق صلح و تضمین امنیت اوکراین پس از آن هستند.

### تعهدات
به عنوان بخشی از این اعلامیه، استارمر متعهد به پرداخت ۱٫۶ میلیارد پوند (۱٫۹۴ میلیارد یورو) از محل صادرات بریتانیا برای خرید بیش از ۵۰۰۰ موشک دفاع هوایی برای اوکراین شد. این موشک‌ها در بلفاست، ایرلند شمالی، تولید خواهند شد. این مبلغ، مکمل وام ۲٫۲ میلیارد پوندی (۲٫۴۲ میلیارد یورویی) قبلی اعلام شده برای کمک نظامی به اوکراین با پشتوانه دارایی‌های مسدود شده روسیه بود.